# Нестеренко, Владимир Адольфович
Влади́мир Адольфович Нестере́нко, известный также под псевдонимом Адольфыч (1964, Киев) — украинский писатель, журналист и кинодраматург, контркультурный деятель. Автор киносценария «Чужая» на криминально-мелодраматическую тему, вышедшего в виде книги (М., Ad Marginem, 2006) и получившего хорошие отзывы критики и продажи, а также повести-киносценария «Огненное погребение», тоже на криминальную тематику, с элементами мистики. В 2010 году по книге Антоном Борматовым был снят одноимённый фильм.

## Скандалы
В августе 2016 года Владимир Нестеренко стал участником инцидента, в ходе которого умер человек. Инцидент произошёл на лекции художника Петра Павленского. В ходе мероприятия Нестеренко распивал коньяк и демонстрировал нацистское приветствия. Когда к нему подошёл охранник, он ранил его ножом в руку. Началась потасовка. Второй охранник умер от сердечного приступа сразу после инцидента.